# Bralima
 (février 2017).
Si vous disposez d'ouvrages ou d'articles de référence ou si vous connaissez des sites web de qualité traitant du thème abordé ici, merci de compléter l'article en donnant les références utiles à sa vérifiabilité et en les liant à la section « Notes et références ».
Bralima (acronyme de Brasseries, Limonaderies et Malteries), anciennement connue sous le nom de « Brasserie de Léopoldville » ou « Brasserie Léo », est une entreprise brassicole établie à Kinshasa, en République démocratique du Congo. Bralima est aujourd'hui une filiale de Heineken et possède des unités de production, outre Kinshasa, dans les villes de  Bukavu, Kisangani, Boma, Mbandaka et Lubumbashi. Ses produits sont distribués dans l'ensemble du pays.

## Produits
Bières:
- la Primus, bière blonde titrant à 5 % et produite dès 1926 en bouteilles de 72 centilitres. Produit phare de la Bralima. Connue par ailleurs pour avoir été associée en publicité à une chanson de JB Mpiana : « Pelisa ngwasuma » (pouvant imparfaitement être traduite par « allumez le feu » ou dans un sens beaucoup plus kinois par « Démarreur d'ambiance ») ;
- la Turbo King, bière brune, réputée pour les hommes forts ;
- la Mützig, bière blonde titrant à 5 % mais aussi ayant un format de 6 % appelé commercialement super bock, est distribuée en bouteilles de 66 centilitres dont le positionnement marketing cible essentiellement les cadres.

La Bralima importe également des bières Heineken.
Elle produit également de nombreux sodas sous licence de The Coca-Cola Company et une eau gazeuse, la Vitalo, parfois aromatisée grenadine (Vitalo grenadine).